# Кузик, Леонид Иванович
Леонид Иванович Кузик (24 марта (6 апреля) 1907, Томск, Российская империя — 31 января 1978, Омск, РСФСР) — советский партийный и государственный деятель, первый секретарь Омского обкома ВКП(б) (1951—1952), председатель исполкома Омского областного Совета депутатов трудящихся (1945—1951), председатель исполкома Сахалинского областного Совета депутатов трудящихся (1953—1963).

## Биография
Родился в семье рабочего-железнодорожника станции Томск. Начал работать с 11 лет: сначала коногоном на лесозаводе, позже рабочим в сапожной мастерской.
В 1923 году вступил в комсомол. Член ВКП(б) с 1926 года.
- 1926—1929 гг. — заведующий организационным отделом Анжеро-Судженского районного комитета ВЛКСМ (Сибирский край), ответственный секретарь Ижморского районного комитета ВЛКСМ (Сибирский край), заместитель председателя бюро юных пионеров Западно-Сибирского крайкома комсомола
- 1929—1931 гг. — в РККА,
- 1931—1933 гг. — начальник геолого-разведочной партии (Горно-Шорский район Западно-Сибирского края),
- 1933—1935 гг. — заведующий отделом редакции краевой молодёжной газеты «Большевистская смена» (Новосибирск),
- 1935—1937 гг. — председатель Омского областного бюро юных пионеров, второй секретарь Омского областного комитета ВЛКСМ,
- 1937—1939 гг. — директор Омской суконной фабрики,
- 1939—1941 гг. — секретарь Сталинского районного комитета ВКП(б) г. Омска.
- 1941—1942 гг. — второй секретарь Омского городского комитета ВКП(б).
- 1942—1945 гг. — секретарь, второй секретарь Омского областного комитета ВКП(б).
- с ноября 1945 до 1951 — председатель исполнительного комитета Омского областного Совета депутатов трудящихся.
- с декабря 1951 до 1952 — первый секретарь Омского областного комитета ВКП(б).
- после годичных курсов переподготовки при ЦК КПСС направлен для работы в Сахалинскую область, где 20 сентября 1953 доизбран депутатом Сахалинского областного совета, на третьей сессии которого 23 сентября был избран председателем исполкома[1]
- 1953—1963 — председатель Исполнительного комитета Сахалинского областного Совета депутатов трудящихся.

Депутат Верховного Совета СССР 2—4 созыва и Верховного Совета РСФСР 5 созыва. Делегат XX, XXI и XXII съездов КПСС.
С 1963 года на пенсии. Умер 31 января 1978 года. Похоронен на Старо-Северном кладбище Омска.

## Награды и звания
- орден Ленина (2.03.1957) — за «успехи в деле развития рыбной промышленности Сахалина, освоение активного промысла рыбы в открытых морях, достижение высоких уловов рыбы и увеличение выпуска рыбной продукции»
- орден Красной Звезды
- орден «Знак Почёта»
- Медаль «За доблестный труд в Великой Отечественной войне 1941—1945 гг.»